# Orovada (Nevada)
Orovada es un lugar designado por el censo en el condado de Humboldt en el estado estadounidense de Nevada.

## Geografía
Orovada se encuentra ubicado en las coordenadas 41°34′12″N 117°47′2″O / 41.57000, -117.78389.